# Изтласкване
Изтласкването (на емоции, чувства и т.н.) е психологическият опит на даден индивид да отхвърли, отблъсква собствените желания и импулси, свързани с инстинктите, които го привличат към приятни и желани неща.
Подобни желания, импулси, фантазии, мечти или чувства могат да бъдат потискани в ума като мисли, образи и спомени. Потискането е причинено, когато външна сила се налага в контраст с желанието, заплашвайки да причини страдание, ако желанието бъде задоволено, и оттук пораждайки конфликт за индивида, репресивният отговор към заплахата има смисъла да изключи желанието от нечие съзнание и да го държи под контрол или подчинено в подсъзнателното. Потискането, изтласкването към подсъзнателното на желанията има основна роля в умствените заболявания, както и в психиката на обикновените хора. 

## Фройд
Концепцията за потискането е част от психоаналитичната теория на Зигмунд Фройд. Най-често като част от нея на български се използва термина „изтласкване“. 
Изтласкването е селективно забравяне на материал, свързан с конфликт и стрес. Три момента трябва да се отбележат по отношение на изтласкването. Първо, изтласкването е мотивирано селективно забравяне: то е загуба, чиято цел е селективно да елиминира от съзнанието спомени или свързани асоциации, които карат човека да изживява конфликт или стрес. Второ, изтласканият материал не е загубен, а по-скоро е съхранен в безсъзнателното. Ако негативното чувство, свързано с материала, се елиминира, някога изтласканият материал може да се върне в съзнанието, без да трябва да се учи наново. Трето, Фройд постулира два типа изтласкване. Първият е първично изтласкване, което включва „отказ на влизане в съзнанието“ на заплашващия материал. При този тип изтласкване изглежда, сякаш човекът изобщо не е възприемал материала. Фройд нарича втория тип изтласкване истинско изтласкване или послеизтласкване. След като е бил осъзнат, материалът е изтласкан и човекът вече не го осъзнава.
Изтласкването е без съмнение едно от най-важните понятия в областта на психологията на личността и психопатологията. Съществуването на изтласкването е предпоставка за развитието на безсъзнателното, защото освен концепцията на Карл Юнг за колективното несъзнателно точно чрез изтласкването материалът предполагаемо навлиза в безсъзнателното. Принципно целта на изтласкването е положителна, въпреки че в психоаналитичната терапия се работи именно за връщането на изтласкването, за да се подобри човекът. Всъщност ролята на изтласкването е да предпази от моментния стрес човека и изтласкването би се появила, ако този стрес надминава способността на нервната му система да издържи (друг е въпросът, че голяма част от изтласкваното никога повече не се връща в съзнанието на човека поради това, че човекът не решава да направи нещо, за да го върне, например да отиде на специалист, и то продължава да действа оттам, като понякога създава невротични симптоми).